# Бычков, Александр Николаевич
Александр Николаевич Бычков (род. 4 апреля 1955, Южно-Александровка, Красноярский край) — заслуженный тренер России (пауэрлифтинг).

## Карьера
Родился 4 апреля 1955 г. в селе Южно-Александровка Иланского района Красноярского края.
Окончил Красноярский государственный педагогический институт по специальности «физическая культура» (1979).
Стал работать тренером на стадионе «Локомотив», где он создал секцию тяжелой атлетики и воспитал своих первых мастеров . Позже перешёл работать в спортивный клуб «Локомотив» и переквалифицировался на пауэрлифтинг.
С сентября 1995 г. А. Н. Бычков работает тренером в СДЮСШОР «Здоровый мир». В 1998 г. он получил звание «Заслуженный тренер России», а в 2000 году — отличник физической культуры и спорта.
В 2005 г. А. Н. Бычков стал почетным членом физкультурно-спортивного общества «Локомотив». С 2009 г. членом президиума Федерации пауэрлифтинга России и возглавляет судейский комитет федерации. В 2010 г. Бычков стал победителем смотра-конкурса «Лучший тренер-преподаватель по неолимпийским видам спорта».
За свою тренерскую карьеру А. Н. Бычков подготовил заслуженного мастера спорта по тяжелой атлетике и пауэрлифтингу, 14 мастеров спорта международного класса и 52 мастера спорта.

## Воспитанники

### заслуженный мастер спорта
- Валентина Нелюбова

### мастера спорта международного класса
- Татьяна Романычева
- Эвелина Степченко
- Наталья Старшова
- Маргарита Дунаева
- Оксана Рыженко
- Мария Казакова
- Ольга Кабанова
- Оксана Усова
- Ольга Чувилева
- Константин Гановский
- Тамара Некошнова